# Česká Bříza
Česká Bříza är en ort i Tjeckien.   Den ligger i regionen Plzeň, i den västra delen av landet, 80 km väster om huvudstaden Prag. Česká Bříza ligger 389 meter över havet och antalet invånare är 431.
Terrängen runt Česká Bříza är platt. Runt Česká Bříza är det mycket tätbefolkat, med 1 095 invånare per kvadratkilometer. Närmaste större samhälle är Plzeň, 9,7 km söder om Česká Bříza. Runt Česká Bříza är det i huvudsak tätbebyggt.